# Riformismo
Il riformismo, nelle scienze politiche, è una metodologia politica che, opponendosi sia alla rivoluzione sia al conservatorismo, opera nelle istituzioni, al fine di modificare l'ordinamento politico, economico e sociale esistente attraverso l’attuazione di organiche, ma graduali riforme.
Tendenzialmente, si definiscono riformisti i partiti di centro-sinistra, tra cui socialisti revisionisti, socialdemocratici e liberalsocialisti, i quali si propongono di correggere (con vari strumenti come le proposte di legge in parlamento e i referendum) i difetti dell'economia capitalista.

## Storia
Il termine riformismo nasce all'interno del movimento socialista, per distinguere coloro i quali sostenevano come strumento per la costruzione del socialismo le riforme anziché la rivoluzione (precedentemente queste posizioni erano rappresentate dal socialismo utopico e dal socialismo scientifico) propugnata dai massimalisti e poi dai comunisti. Per decenni poi il termine è stato sinonimo di socialdemocrazia o socialismo democratico, anche se solo nel corso della metà degli anni '80 si può dire che i riformisti abbiano prevalso sui rivoluzionari, nella lunga battaglia all'interno della sinistra europea. La sinistra riformista storicamente opera per la difesa dello stato sociale e per l'ampliamento dei diritti sociali. 
Negli anni '90 la spinta di leader riformisti come Tony Blair e Gerhard Schröder ha dato inizio alla stagione della "terza via", idea politica molto simile all'ordoliberalismo.

### In Italia

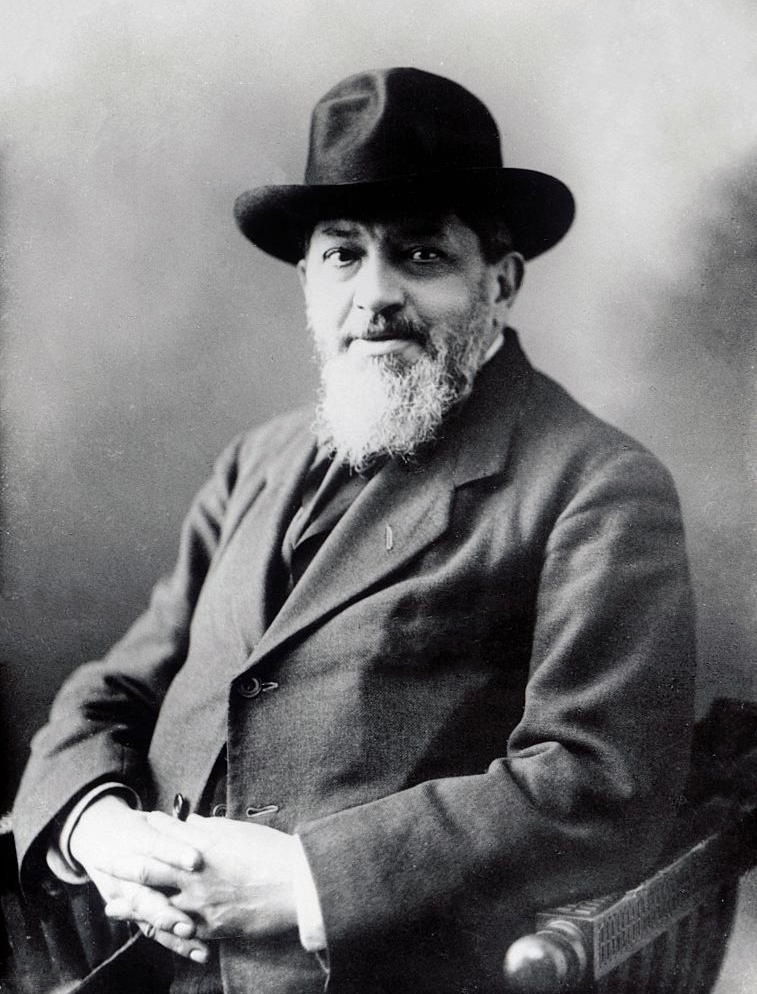
Filippo Turati, co-fondatore del Partito Socialista Italiano, tra i principali esponenti del socialismo riformista in Italia

Nella storia italiana della fine del XIX secolo il riformismo ha influenzato l'evoluzione del movimento socialista, di cui ha rappresentato la corrente più moderata, e i cui sostenitori ritenevano possibile una collaborazione fra i ceti proletari e la borghesia nell'ambito delle istituzioni parlamentari, allo scopo di favorire un progressivo miglioramento delle condizioni di vita dei ceti meno abbienti, in particolare degli operai salariati. Leonida Bissolati e Ivanoe Bonomi vennero espulsi dal Partito Socialista per l'appoggio dato al governo Giolitti IV in occasione della guerra italo-turca, fondando il piccolo Partito Socialista Riformista Italiano e ricoprendo in seguito cariche ministeriali nei governi liberali, cosa che invece Turati rifiutò sempre di fare. 
Fra gli esponenti più significativi del riformismo italiano del novecento possono ricordarsi Filippo Turati, Claudio Treves, Giacomo Matteotti, Gaetano Salvemini, Carlo Rosselli, Giuseppe Saragat, Bettino Craxi, Claudio Martelli, Gianni De Michelis. 
Dopo la seconda guerra mondiale, il Partito Socialista Italiano scelse la linea dell'unità d'azione con il Partito Comunista Italiano, provocando la fuoriuscita dell'ala riformista guidata da Giuseppe Saragat. Questi darà vita al Partito Socialista dei Lavoratori Italiani (poi ridenominato Partito Socialista Democratico Italiano), risultando determinante per la sconfitta del Fronte Democratico Popolare e per la formazione dei governi centristi di Alcide De Gasperi. Nella seconda metà degli anni '50, dopo l'invasione sovietica dell'Ungheria e la fine dell'alleanza con il PCI, lo stesso PSI progressivamente si aprì alla linea riformista della socialdemocrazia europea, dando vita ai governi di centro-sinistra insieme alla DC di Aldo Moro e Amintore Fanfani, al PSDI e al PRI. Il centro-sinistra guidò una stagione riformatrice molto profonda in molti settori economico-sociali.
Anche nel PCI, soprattutto a partire dagli anni '70, maturò una prospettiva gradualista che si esprimeva soprattutto nella corrente migliorista di Giorgio Napolitano. 
Sotto la guida di Bettino Craxi il PSI completò la propria maturazione in senso riformista, riscoprendo la tradizione libertaria e non marxista della tradizione socialista italiana e aderendo all'idea del socialismo liberale. Negli anni '80 per la prima volta un socialista assunse l'incarico di Presidente del Consiglio in Italia: fu la stagione dei governi riformisti guidati da Bettino Craxi sostenuti in Parlamento da una coalizione definita Pentapartito (DC, PSI, PSDI, PRI, PLI).
Nel 1993, la crisi del sistema politico, causata dallo scandalo Tangentopoli, comportò la scomparsa dei partiti della cosiddetta "Prima Repubblica". Scomparvero così anche il PSI e il PSDI, in riferimento ai quali soprattutto i Socialisti Democratici Italiani (poi PSI) e il Nuovo PSI raccolsero l'eredità identitaria, mentre il PCI cambiò nome in Partito Democratico della Sinistra e poi, dopo l'allargamento a componenti della sinistra democristiana e socialisti, in Democratici di Sinistra. La gran parte dell'elettorato e dei quadri dirigenti del disciolto Partito Socialista si ritrovò comunque fin dal 1994 in Forza Italia (tra i maggiori esponenti Giulio Tremonti, Franco Frattini, Fabrizio Cicchitto, Renato Brunetta e Antonio Guidi). 
Oggi la tradizione riformista italiana, a lungo rappresentata dal PSI e dal PSDI, si esprime principalmente nel Partito Democratico, in Italia Viva e in Azione.

## Tipologie di riforme
Coerentemente alla definizione sopraesposta, all'interno di linee guida politiche di un governo, le riforme possono riguardare uno o più apparati statali:
- riforme dell'ordinamento politico-costituzionale;
- riforma della giustizia o dell'ordinamento giuridico;
- riforme del sistema economico-produttivo;
- riforme del sistema fiscale;
- riforma della sanità pubblica;
- riforme del mercato del lavoro;
- riforma della pubblica istruzione o del sistema scolastico-universitario.

## Critiche
Critiche al riformismo vengono avanzate da parte di personalità vicine al comunismo (più precisamente, al socialismo rivoluzionario, al marxismo-leninismo e al marxismo ortodosso): secondo costoro, il riformismo assume la connotazione di una linea politica che si limita all'attuazione spicciola e di contenute riforme e miglioramenti settoriali nell'ambito del sistema capitalistico, senza prevederne la trasformazione in senso socialista.